# محمد الغنوشي
محمد الغنوشي (18 أغسطس 1941 -)، سياسي واقتصادي تونسي، شغل منصب الوزير الأول منذ 17 نوفمبر 1999 وحتى 27 فبراير 2011.

## حياته
أتم دراسته الثانوية في سوسة وتحصل على إجازة في العلوم السياسية والاقتصادية من جامعة تونس. شغل عدة مناصب في كتابة الدولة للتخطيط والاقتصاد الوطني قبل أن يعين سنة 1975 مديرا للإدارة العامة للتخطيط. كلف في أكتوبر 1987 لفترة وجيزة بوزارة التخطيط في حكومة الرئيس زين العابدين بن علي. أعيد تكليفه بحقيبة التخطيط في 26 جويلية 1988 بعد حركة 7 نوفمبر 1987. عين في 11 أفريل 1989 وزيرا للتخطيط والمالية، ثم في 3 مارس 1990 للاقتصاد والمالية. في 20 فيفري 1991 عين وزيرا للمالية، وسنة 1992 كلف بوزارة التعاون الدولي والاستثمار الخارجي. عين كوزير أول خلفا لحامد القروي بعد الانتخابات الرئاسية لسنة 1999. يعتبر الغنوشي من التكنوقراط وهو مكلف أساسا بالملف الاقتصادي. رغم توليه الوزارة الأولى ظل ترتيبه البروتوكولي الثالث بصفته النائب الثاني لرئيس التجمع الدستوري الديمقراطي بعد النائب الأول حامد القروي، ولم يصبح نائب رئيس الحزب الوحيد إلا في 5 سبتمبر 2008.

## بعد الثورة
قام الشاب محمد البوعزيزي يوم الجمعة 17 ديسمبر عام 2010 بإحراق نفسه تعبيراً عن غضبه على بطالته ومصادرة عربته التي يبيع عليها (توفي محمد البوعزيزي الثلاثاء 4 يناير 2011 نتيجة الحروق), مما أدى في اليوم التالي وهو يوم السبت 18 ديسمبر 2010 لاندلاع شرارة المظاهرات وخروج آلاف التونسيين الرافضين لما اعتبروه أوضاع البطالة وعدم وجود العدالة الاجتماعية وتفاقم الفساد داخل النظام الحاكم.
تحولت هذه المظاهرات إلى إنتفاضة شعبية شملت عدة مدن في تونس وأدت إلى سقوط العديد من القتلى والجرحى من المتظاهرين نتيجة تصادمهم مع قوات الأمن، وأجبرت الرئيس التونسي زين العابدين بن علي على إقالة عدد من الوزراء بينهم وزير الداخلية وتقديم وعود لمعالجة المشاكل التي نادى بحلها المتظاهرون، كما أعلن عزمه على عدم الترشح لانتخابات الرئاسة عام 2014 م.
لكن الثورة الشعبية التونسية توسعت وازدادت شدتها حتى وصلت إلى المباني الحكومية مما أجبر الرئيس زين العابدين بن علي -الذي كان يحكم البلاد بقبضةٍ حديدية طيلة 23 سنة- على التنحي عن السلطة والهروب من البلاد خلسةً، حيث توجه أولاً إلى فرنسا التي رفضت إستقباله خشية حدوث مظاهرات للتونسيين فيها، فلجأ إلى السعودية وذلك يوم الجمعة الموافق للـ 14 من كانون الثاني/يناير 2011 م.
بعد هروب بن علي إلى السعودية في 14 يناير 2011 أعلن الوزير الأول محمد الغنوشي عن توليه أداء صلاحيات رئيس الجمهورية بصفة مؤقتة وذلك بسبب تعذر أداء الرئيس لمهامه  وذلك استناداً على الفصل 56 من الدستور التونسي والذي ينص على أن لرئيس الدولة أن يفوض الوزير الأول في حال عدم تمكنه من القيام بمهامه وقتيا ويبقى في هذه الحالة محتفظا بمنصبه، غير أن المجلس الدستوري أعلن إنه بعد الإطلاع على الوثائق لم يكن هناك تفويض واضح يمكن الارتكاز عليه بتفويض الوزير الأول وإن الرئيس لم يستقل، وبما أن مغادرته حصلت في ظروف معروفة وبعد إعلان الطوارئ وبما أنه لا يستطيع القيام بما تلتزمه مهامه ما يعني الوصول لحالة العجز النهائي فعليه قرر اللجوء للفصل 57 من الدستور وإعلان شغور منصب الرئيس، وبناءً على ذلك أعلن في يوم السبت 15 يناير 2011 عن تولي رئيس مجلس النواب محمد فؤاد المبزع منصب رئيس الجمهورية بشكل مؤقت وذلك لحين إجراء انتخابات رئاسية مبكرة خلال فترة من 45 إلى 60 يومًا حسب ما نص عليه الدستور.
في 17 يناير 2011 أعلن الغنوشي عن تشكيل حكومة وحدة وطنية تضم عدد من رموز المعارضة وأكد على فصل الحكومة عن الأحزاب.
و في 27 فيفري 2011 أعلن محمد الغنوشي استقالته من الحكومة المؤقتة وذلك لفشله في كسب ثقة الشعب.

## مقالات ذات صلة
- قائمة الوزراء الأولين (تونس)

| المناصب السياسية | المناصب السياسية                                | المناصب السياسية        |
| ---------------- | ----------------------------------------------- | ----------------------- |
| سبقه حامد القروي | رئيس وزراء تونس 17 نوفمبر 1999 - 27 فبراير 2011 | تبعه الباجي قائد السبسي |

## روابط خارجية
- محمد الغنوشي على موقع الموسوعة البريطانية (الإنجليزية)
- محمد الغنوشي على موقع مونزينجر (الألمانية)